# Rayy
Rayy, Ray o Rey (persa: ری, Rayy) és una antiga ciutat iraniana de l'ostan o província de Teheran. Les ruïnes es troben a uns 8 km al sud-sud-oest de Teheran al costat del santuari de Shah Abd al-Azim.

## Història

### Època antiga
A l'Avesta és esmentada com a Ragha, sent una de les 12 places sagrades creades per Ahura Mazda. Antigament coneguda en vell persa com Raga (grec Ῥαγαί), pertanyia a la Mèdia Magna i era capital del districte conegut per Raguiana. El rei pretendent de Mèdia Frawartish (Fraortes II) s'hi va voler refugiar sense èxit el 521 aC. Sota el rei Darios el Gran, el governador fou el seu pare Wishnutaspa que va reprimir una revolta dels parts. Fou coneguda com a lloc d'exili dels jueus. Als "Apòcrifs Bíblics" és també esmentada quan Tobies hi fou enviat pel seu pare per recuperar el diner depositat a mans de Gabael fill de Gabries. Alexandre el Gran la va ocupar l'estiu del 330 aC i va tardar 11 dies per anar d'Ecbatana a Raga (Raghae). Estrabó diu que la ciutat fou restaurada pels grecs, probablement per Seleuc I Nicàtor, que la va anomenar Europos. Després fou restaurada pels parts i anomenada Arsàcia (Arsakia) però el nom antic es va recuperar a la caiguda de l'imperi part i va derivar a l'edat mitjana en Rayy (Rhey o Ray o Rey). Entre el 485 i el 553 s'esmenten bisbes sirians orientals, si bé segurament daten d'una mica abans i van subsistir després. El 661 el rei sassànida Isdigerdes III va llençar a Rayy el seu darrer crit a la resistència contra els àrabs abans de fugir al Khurasan.

### Dominació islàmica
La conquesta àrab no està datada; les fonts la situen entre 639 i 644. El 646 Sad ibn Abi-Waqqàs va reprimir a la ciutat una revolta. Rayy era feu de la família noble persa dels Mihran i com que Siyawakhx ibn Mihran ibn Bahram va dirigir la resistència, Xubin Nuaym ibn Mukarrin la va fer destruir i va ordenar la construcció d'una nova ciutat al masmughan Farrukhan ibn Zaynabi ibn Kula. Fins al 690 un masmughan de la família Farrukhan és esmentat al costat del governador àrab.
Rayy va passar sense problemes als abbàssides però després de la mort d'Abu-Múslim, el 753 el khurramita Sunbadh es va apoderar de la ciutat per un temps. El 758 Al-Mahdí fou nomenat governador de l'est i va reconstruir Rayy amb el nom de Muhammàdiyya; la ciutat va quedar rodejada d'una rasa. Harun ar-Raixid, fill d'Al-Mahdí, va néixer a la ciutat. L'1 de maig del 811 el general Tàhir ibn al-Hussayn, al servei d'al-Mamun, va derrotar a prop de Rayy les forces del seu germà i rival Al-Amín dirigides per Alí ibn Issa ibn Mahan va derrotar l'exèrcit d'Al-Mamun, comandat per Tàhir ibn al-Hussayn.
A partir del 865 els alides del Tabaristan, Gilan i Daylam van començar a disputar Rayy primer als tahírides i després a diversos generals turcs del califa. El 885 el turc Adhgutegin va arrabassar la ciutat als zaydites; el 894 el califa en va nomenar governador al seu fill (el futur califa Al-Muktafí). Poc després va començar el període samànida i Àhmad ibn Ismaïl (907-914) va rebre la investidura de Rayy el 909 de mans del califa Al-Múqtadir, però el 912 Ismaïl ibn Àhmad es va apoderar de la ciutat i la possessió li fou reconeguda pel califa Al-Muqtadí. Poc després el daylamita Muhammad ibn Alí Suluk en fou nomenat governador samànida per Nasr II ibn Àhmad (914-943)
El 916 el sàjida de l'Azerbaidjan, Yússuf ibn Abi-s-Saj la va arrabassar a Ibn Alí Suluk i els samànides, iniciant-se un període de desordres. Rayy va passar al daylamita Alí ibn Wahsudhan, i d'aquest va passar a Wasif Bektyimuti; poc després queia en poder del daylamita Àhmad ibn Ali i de Muflih, esclau de Yússuf el sàjida (925). Els samànides, amb suport califal, la van recuperar però no van tardar gaire a perdre-la davant el general daylamita Asfar ibn Shiroya que es va fer virtualment independent. El 930 Asfar fou assassinat pel seu lloctinent Mardawij ibn Ziyar, originària de Gilan, que va fundar la dinastia ziyàrida. A la mort de Mardawij el 935, Rayy va passar als buwàyhides i fou part del feu d'Imad-ad-Dawla (932-946) i de Rukn al-Dawla (946-976) a la mort del qual es va dividir en dues branques una de les quals va governar a Rayy amb Fakhr-ad-Dawla (976-980), passant llavors a la branca de Muàyyid-ad-Dawla d'Esfahan i Hamadan però el 984 va retornar a Fakhr-ad-Dawla (984-997) i després a Majd-ad-Dawla (997-1029). Sota aquest darrer el samànida Ismaïl II ibn Nuh al-Múntasir (999-1005) va fer un darrer intent d'ocupar Rayy (1000) però va fracassar. El 1027 Madj al-Dawla va demanar suport a Mahmud de Gazni que ho va aprofitar per apoderar-se del seu domini (1029). La dominació gaznèvida fou breu però poc profitosa; càrmates i mutazalites foren perseguits i molts llibres destruïts. El 1035 els seljúcides van devastar la ciutat i la van ocupar el 1042. El darrer buwàyhida, Al-Màlik ar-Rahim (1048-1055) va morir a Rayy, presoner al castell de Tabarak (el 1058 o el 1063 segons les fonts). També a Rayy va morir el sultà Toghril Beg I el 1063.
Després del regnat del sultà Massud ibn Muhàmmad (1134–1152) Rayy fou governada per l'emir Inanj (o Inanj Sunkur) la filla del qual, Inanj Khatun (coneguda com a Qatiba), es va casar amb l'ildeguízida Muhàmmad Pahlawan (+ 1186), fill d'Ildeguiz. Aquest va portar al tron seljúcida a Arslan Shah ibn Toghrul (1160–1174) amb la mare del qual estava casat, Inanj es va oposar al nomenament però fou derrotat i es va haver de retirar a Bistam, però amb ajut del xa de Coràsmia va poder recuperar Rayy. Finalment fou assassinat per instigació d'Ildeguiz que va donar Rayy al seu fill Muhammad Pahlawan. A la mort d'aquest va repartir els seus dominis, el fill Nusrat-ad-Din Abu-Bakr va rebre Arran i l'Azerbaidjan; Uzbeg va rebre Hamadan; i dos fillastres de Pahlawan (fills de la seva muller Inanj Khatun, que era filla d'Inanj Sunkur de Rayy) de noms Kutlugh Inanj i Amir-i-Amiran Umar, van rebre petits feus al Jibal, el primer amb capital a Rayy. A petició del seu avi matern aquest va demanar la intervenció del xa de Coràsmia Tekish (1192). El 1194 Toghrul III ibn Arslan-xah (1174–1194), el darrer sultà seljúcida, va morir en combat prop de Rayy a mans de Kutlugh Inanj, però el territori va passar a Coràsmia. El 1217 se'n va apoderar Sad ibn Zangi, atabeg salgúrida de Fars, però no va tardar a ser expulsat pel xa de Coràsmia Jalal-ad-Din Mangubertí. El 12220 fou ocupada pels mongols i part de la seva població massacrada; els que van sobreviure van morir en el segon atac el 1224. La ciutat va quedar quasi despoblada, però la vida s'hi va mantenir segons acrediten algunes ceràmiques que s'han trobar datades de 1243.
Va pertànyer al kanat il-kànida però a la seva decadència, al segle xiv, va caure sota influència de Tugha Timur d'Astarabad fins al 1384 quan va ser ocupada per Tamerlà, sense lluita. Segons el viatger Clavijo, en aquest temps ja estava deshabitada i si quedava algú, l'hauria abandonat llavors, perquè gairebé no torna a ser esmentada.

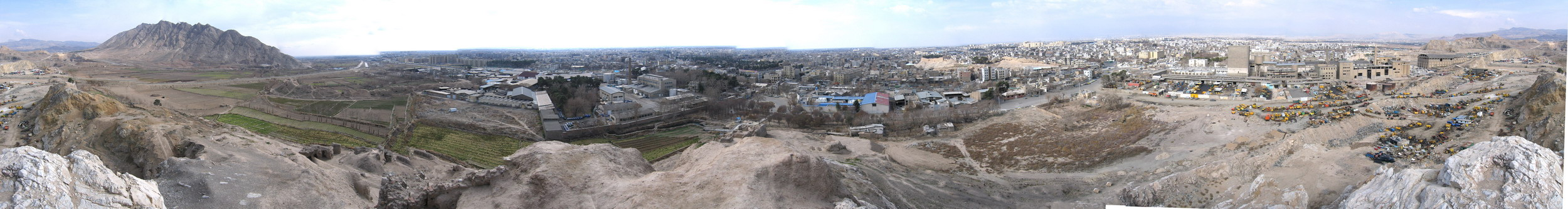
Panorama de la ciutat

### Rayy en època timúrida
El 1384 Amir Wali ibn Ali Hindu d'Astarabad, va fugir cap a Rayy, deixant a la família a la fortalesa de Girdkuh. Timur el va fer perseguir per Kudadad Husayni, Xaikh Ali Bahadur, Omar Abbas, Kumari Binak i altres que van estar a punt d'atrapar-lo a Rayy, però encara va poder seguir i va poder entrar als boscos del Rustumdar, regió muntanyosa i boscosa en part inaccessible on ja no el van poder seguir. Timur amb 3 de cada dotze soldats va sortir d'Astarabad cap a l'Iraq Ajamita en direcció a Rayy. El sultà jalayírida Ahmad ibn Uways, que estava a Sultaniya, va encarregar la defensa d'aquesta capital al seu fill Akbugha ibn Ahmad i va fugir cap a Tabriz però els defensors van fugir al seu darrera emportant-se a Akbugha. Pel seu costat Tamerlà va entrar a Rayy sense oposició
El hivern del 1378 al 1388 Tamerlà va enviar l'exèrcit a acampar a la vora de Rayy, a Sark Kamigh, dirigits per Miran Shah, Shaikh Ali Bahadur i Saif al-Din
El 1393 Tamerlà va tornar a Rayy i es va dirigir d'alli a Kazwin, el governador de la qual, Shah Suar, va derrotar. D’alli l'avantguarda es va dirigir a Sultaniya, on el governador Ak Txeghi havia mort i Isnaf Shah el seu naib havia agafat el govern al seu lloc; quan van arribar les forces timúrides Isnaf Shah va abandonar el govern i va fugir i la ciutat fou ocupada sense lluita, si bé després fou abandonada. El quarter timúrida es va establir a la fortalesa de Shariyar propera a Rayy. El sultà muzaffàrida d'Esfahan Zain al-Abidin Ali va fugir cap al Khurasan (província mongola) via Rayy però prop d'aquesta ciutat (entre Veramin i Shariyar) fou capturat pel governador de Rayy, Musa Jawkar, i entregat a Shah Mansur, sultà muzaffàrida de Siraz que el va fer cegar. Miran Xah fou nomenat governador virrei del Takhi-i-Hulagu, i Rayy s'esmenta com un dels regnes integrants del conjunt.
El 1387 el virregnat del Khurasan (província mongola) fou entregat a Xah Rukh (timúrida) i incloïa el Mazanderan, fins a Firuzkuh i Rayy. En aquest temps fopu nomenat governador Bayan Kutxin. El 1399 L'avantguarda de l'exèrcit imperial sota Sulayman Xah va arribar a Rayy i el governador local Bayan Kutxin va informar al comandant del canvi de actitud de Miran Shah per una caiguda que li havia alterat el cervell; llavors Sulayman Shah, sentint-se insegur, va anar a Hamadan a esperar ordres. Miran Xah fou convocat per Tamerlà i per anar a veure'l va passar per Rayy. El príncep fou destituit,
El 1404 en la revolta de Iskandar-i Shaykhi, la infanteria de Rayy i Saveh i la cavalleria i infanteria de Qom, Kashan i Derghuzin, en total uns dos mil homes, foren enviats al Rustamdar contra el rebel. Tamerlà, que estava retornant a Samarcanda de la seva expedició a Anatòlia i Síria, va passar de Kazwin a Sauk-Bulak i d'aqui cap a la plana de Rayy on va entrar el 20 de maig de 1404; va acampar a la plana de Sari (Iran) enviant l'equipament no imprescindible per la ruta de Rayy i Khuwar; l'amir Shams al-Din Abbas, que portava als contingents kara tàtars, va seguir també la ruta de Rayy, Khuwar i Semnan. El 10 de juliol Tamerlà va arribar a Firuzkuh i va nomenar a Sulayman Xah governador de Rayy i Firuzkuh i les seves dependències; al governador (daroga) de Rayy, Bayan Kutxin, el va autoritzar a retornar i li va concedir el castell de Ghule Khindan.
Abu Bakr ibn Miran Shah fou derrotat per Kara Yusuf Kara Koyunlu el 26 d'octubre de 1406 i es va haver de retirar de la rodalia de Tabriz i després d'alguns tombs va arribar a Sultaniya, que va posar en estat de defensa, i se'n va anar a passar el hivern a la rodalia de Rayy.
El 1407 Muhammad Umar, ara governador del Mazanderan per compte de Xah Rukh (timúrida), que havia aconseguit reunir al seu entorn un import nucli de suport, va fer una incursió a Rayy on el seu germà Abu Bakr havia establert el campament (ogrok) de les seves forces, i es va emportar un miler de tendes i molts presoners que va enrolar a la força, i amb totes aquestes forces va concebre el projecte de conquerir el Khurasan. Abu Bakr mentre, va deixar 200 homes escollits a Sultaniya, manats per Dervix Kuji i se’n va anar a Rayy, al peu de la Muntanya Damavand on va passar l'estiu. A la primavera del 1408 els amirs Nawruz Ja'un-i- Qurban i Abd al-Rahman Ja'un-i Qurban que havien sortir de Samarcanda amb 5000 homes (passant primer per Coràsmia i d'allí fins Mazanderan) i van arribar a Rayy. Abu Bakr els va fer una oferta per passar al seu servei, que fou acceptada i es van reunir a la cort del príncep prop de Derguzin
El 1410 es va establir a Rayy i el seu entron, l'ex emperador Khalil Sultan, investit per Xah Rukh. Al cap d'un temps va anar a Esfahan cridat per Rustem i quan aquest va evacuar la ciutat, Khalil s'hi va quedar, però la va haver d'abandonar a causa de la fam que regnava allí. Després d'un temps a Rayy, Khalil Sultan es va posar malalt i en un parell de dies va morir (12 de novembre de 1411). Alguns historiadors pensen que fou enverinat, però de moment no es pot saber si això fou així i en tot cas si fou per ordre de Xah Rukh. El 1413 el districte fou incendiat per Iskandar. El 14 d'abril de 1414 Xah Rukh va sortir del seu kixlak de Mazanderan i es va dirigir a Rayy, via Damghan. Poc després Xah Rukh, des de Rayy, va anar a Xahriyar. Més tard, el mateix 1414, l'emperador va confiar el govern de Rayy al príncep Adygel (Ijel) fill de Miran Xah. L'abril del 1415 va morir d'una malaltia perillosa el jove (15 anys) Adigel (Adygel, Aiyal, Adijal, Ijel, Aighel....) al que s’havia concedit el govern de Rayy i que pràcticament només havia estat dedicat als plaers. En lloc seu fou nomenat el príncep Ilengher o Alamghir, fill d'Abu Bakr ibn Miran Xah . (272). El 1415 Rayy fou lloc de concentració de tropes per anar a Fars. Sufocada la revolta de Baykara, l'amir Elies Khoja fou confirmat com a governador de Qom, Kaixan, Rayy i Rustamdar fins a Gilan (1415).